# العلاقات الألبانية الدومينيكانية
العلاقات الألبانية الدومينيكانية هي العلاقات الثنائية التي تجمع بين ألبانيا وجمهورية الدومينيكان.

## مقارنة بين البلدين
هذه مقارنة عامة ومرجعية للدولتين:
| وجه المقارنة                                              | ألبانيا                                                    | جمهورية الدومينيكان |
| --------------------------------------------------------- | ---------------------------------------------------------- | ------------------- |
| المساحة (كم2)                                             | 28.75 ألف                                                  | 48.67 ألف           |
| عدد السكان (نسمة)                                         | 3.02 مليون                                                 | 10.40 مليون         |
| الكثافة السكانية (ن./كم²)                                 | 105.04                                                     | 213.68              |
| العاصمة                                                   | تيرانا                                                     | سانتو دومينغو       |
| اللغة الرسمية                                             | اللغة الألبانية                                            | اللغة الإسبانية     |
| العملة                                                    | ليك ألباني                                                 | بيزو دومنيكاني      |
| الناتج المحلي الإجمالي (بليون دولار)                      | 13.04 مليار                                                | 75.93 مليار         |
| الناتج المحلي الإجمالي (تعادل القوة الشرائية) بليون دولار | 33.17 مليار                                                | 149.89 مليار        |
| الناتج المحلي الإجمالي الاسمي للفرد دولار أمريكي          | 3.94 ألف                                                   | 6.47 ألف            |
| الناتج المحلي الإجمالي للفرد دولار أمريكي                 | 11.11 ألف                                                  | 13.26 ألف           |
| مؤشر التنمية البشرية                                      | 0.764                                                      | 0.715               |
| رمز المكالمات الدولي                                      | +355                                                       | +1809، +1829، +1849 |
| رمز الإنترنت                                              | .al                                                        | .do                 |
| المنطقة الزمنية                                           | توقيت وسط أوروبا، ت ع م+01:00، ت ع م+02:00، أوروبا/تيرانا ‏ | 00                  |

## منظمات دولية مشتركة
يشترك البلدان في عضوية مجموعة من المنظمات الدولية، منها:
| علم المنظمة | اسم المنظمة                        | تاريخ انضمام ألبانيا | تاريخ انضمام جمهورية الدومينيكان |
| ----------- | ---------------------------------- | -------------------- | -------------------------------- |
|             | الاتحاد البريدي العالمي            | ?                    | ?                                |
|             | مؤسسة التنمية الدولية              | 15 أكتوبر 1991       | 16 نوفمبر 1962                   |
|             | منظمة حظر الأسلحة الكيميائية       | ?                    | ?                                |
|             | منظمة التجارة العالمية             | ?                    | ?                                |
|             | الأمم المتحدة                      | 14 ديسمبر 1955       | 24 أكتوبر 1945                   |
|             | وكالة ضمان الاستثمار متعدد الأطراف | 15 أكتوبر 1991       | 7 مارس 1997                      |
|             | منظمة الشرطة الجنائية الدولية      | ?                    | ?                                |
|             | مؤسسة التمويل الدولية              | 15 أكتوبر 1991       | 31 أكتوبر 1961                   |
|             | البنك الدولي للإنشاء والتعمير      | 15 أكتوبر 1991       | 18 سبتمبر 1961                   |
|             | يونسكو                             | 16 أكتوبر 1958       | 4 نوفمبر 1946                    |

## وصلات خارجية
- موقع وزارة الخارجية الألبانية